# Стэннард, Иэн
Иэн Стэннард (англ. Ian Stannard; род. 25 мая 1987 в Челмсфорде, графство Эссекс, Великобритания) — британский профессиональный  трековый и шоссейный велогонщик, выступающий за команду мирового тура «Team Sky». 

## Достижения

### Трек
2006
1-й  Чемпион Европы - Командная гонка преследования (U23)

### Шоссе
2004
Чемпионат Великобритании 
1-й  Чемпион Великобритании - Индивидуальная гонка (юниоры)
3-й - Групповая гонка (юниоры)
1-й  Молодёжные игры Содружества — Индивидуальная гонка
2-й - Париж — Рубе Юниоры
2005
1-й  Tour du Pays de Vaud - Генеральная классификация
2007
8-й - Тур Тюрингии U23 - Генеральная классификация
2008
3-й - Тур Британии - Генеральная классификация
2009
1-й - Этап 1b (КГ) Международная неделя Коппи и Бартали
2010
1-й - Этап 1 (КГ) Тур Катара
3-й - Кюрне — Брюссель — Кюрне
2011
3-й - Этап 5 Тур Австрии
4-й - Париж — Тур
4-й - Чемпионат Великобритании - Групповая гонка
2012
1-й  - Чемпион Великобритании - Групповая гонка
1-й - Лондон Ноктюрн
2013
2-й - Чемпионат Великобритании - Групповая гонка
6-й - Милан — Сан-Ремо
7-й - Тур Британии - Генеральная классификация
8-й - Тур Баварии - Генеральная классификация
9-й - Дварс дор Фландерен
2014
1-й - Омлоп Хет Ниувсблад
4-й - Тур Катара - Генеральная классификация
2015
1-й - Омлоп Хет Ниувсблад
1-й - Этап 1 (КГ) Тур Романдии
3-й - Чемпионат Великобритании - Групповая гонка
4-й - Тур Катара - Генеральная классификация
2016
1-й - Этап 3 Тур Британии
3-й - E3 Харелбеке
3-й - Париж — Рубе
2017
1-й - Этап 4 Хералд Сан Тур

## Статистика выступлений

### Гранд-туры
| Гонка           | 2009 | 2010 | 2011 | 2012 | 2013 | 2014 | 2015 | 2016 | 2017 |
| --------------- | ---- | ---- | ---- | ---- | ---- | ---- | ---- | ---- | ---- |
| Джиро д'Италия  | 160  | —    | —    | 132  | —    | —    | —    | —    | —    |
| Тур де Франс    | —    | —    | —    | —    | 135  | —    | 128  | 161  | —    |
| Вуэльта Испании | —    | НФ   | 128  | 111  | —    | —    | —    | —    | 148  |

| —  | Не участвовал  |
| НФ | Не финишировал |